# Fenv.h
fenv.h — заголовочный файл стандартной библиотеки языка Си, содержащий объявление типов данных для работы с числами с плавающей запятой.

## Типы данных
Заголовочный файл объявляет типы fenv_t и fexcept_t.
Тип fenv_t предоставляет окружение для работы с числами с плавающей запятой. Оно работает с флагами состояния для работы с числами с плавающей запятой и управляет платформо-зависимыми режимами.

## Макрос
Заголовочный файл объявляет следующие константы:
FE_DIVBYZERO
FE_INEXACT
FE_INVALID
FE_OVERFLOW
FE_UNDERFLOW
FE_ALL_EXCEPT
FE_DOWNWARD
FE_TONEAREST
FE_TOWARDZERO
FE_UPWARD
FE_DFL_ENV
Макрос FE_ALL_EXCEPT определена если одновременно определены следующие константы: FE_DIVBYZERO, FE_INEXACT, FE_INVALID, FE_OVERFLOW, FE_UNDERFLOW.
Макросы FE_DOWNWARD, FE_TONEAREST, FE_TOWARDZERO, FE_UPWARD определены если платформа поддерживает получение и изменение направления округления в терминах функций fegetround() и fesetround().
Макрос FE_DFL_ENV представляет умалчиваемое окружение вычислений с плавающей точкой.

## Функции

### Исключения
```
#include
 
<fenv.h>

int
 
feclearexcept
(
int
 
excepts
);

int
 
fegetexceptflag
(
fexcept_t
 
*
flagp
,
 
int
 
excepts
);

int
 
feraiseexcept
(
int
 
excepts
);

int
 
fesetexceptflag
(
const
 
fexcept_t
 
*
flagp
,
 
int
 
excepts
);

int
 
fetestexcept
(
int
 
excepts
);

```

Перечисленные функции сбрасывают флаги исключений (feclearexcept) и устанавливают их (feraiseexcept), записывают (fesetexceptflag) и получают (fegetexceptflag) машинно-зависимые флаги состояний и производят проверку установки флагов (fetestexcept).

### Округление
```
#include
 
<fenv.h>

int
 
fegetround
(
void
);

int
 
fesetround
(
int
 
round
);

```

Функции получают и устанавливают макрос, отвечающий за направление округления.

### Поддержка окружения
```
#include
 
<fenv.h>

int
 
fegetenv
(
fenv_t
 
*
envp
);

int
 
feholdexcept
(
fenv_t
 
*
envp
);

int
 
fesetenv
(
const
 
fenv_t
 
*
envp
);

int
 
feupdateenv
(
const
 
fenv_t
 
*
envp
);

```

Функции получают окружение для вычислений с плавающей точкой, сохраняют его в переменной, устанавливают новое значение и обновляют его соответственно.

## Директивы компилятора
```
#include
 
<fenv.h>

#pragma STDC FENV_ACCESS on-off-switch

```

Директива сообщает окружению (или компилятору), что эта часть кода обращается к платформо-зависимым флагам состояния для операций с типом float.
Пример:
```
#include
 
<fenv.h>

void
 
f
 
(
double
 
x
)

{

   
#pragma STDC FENV_ACCESS ON

   
void
 
g
 
(
double
);

   
void
 
h
 
(
double
);

   
/*...*/

   
g
(
x
+
1
);

   
h
(
x
+
1
);

   
/*...*/

}

```

Поведение функции g и h может зависеть от флагов состояния или побочных эффектов от операций x+1.